# جمال شولر
جمال شولر (بالإنجليزية: Jamal Shuler)‏ مواليد 11 يناير 1986 في جاكسونفيل، هو لاعب كرة سلة أمريكي. بدأ مسيرته الاحترافية في سنة 2008. يلعب مع نادي موناكو في الدوري الفرنسي لكرة السلة الدرجة الأولى. يحمل الرقم 23.

## المسيرة الاحترافية
لعب مع تي بي بي ترير في الدوري الألماني من سنة 2008 إلى 2010، ثم لعب مع نانسي باسكت في الدوري الفرنسي من سنة 2011 إلى 2013، ثم لعب مع جاي إس إف نانتير في موسم 2014–2015، ثم لعب مع نادي موناكو لكرة السلة في سنة 2015.

## روابط خارجية
- جمال شولر على موقع الدوري الأوروبي لكرة السلة (الإنجليزية)
- جمال شولر على موقع كرة السلة الأوروبية.كوم (الإنجليزية)
- جمال شولر على موقع كلية كرة السلة في سبورتس رفرنس.كوم (الإنجليزية)
- جمال شولر على موقع ريلجم (الإنجليزية)
- جمال شولر على موقع بروبوليرز (الإنجليزية)
- جمال شولر على موقع سبورتس رفرنس (الإنجليزية)